# Bassiknysna jansei
Bassiknysna jansei là một loài bướm đêm trong họ Crambidae.